# Тремник
Тремник (мкд. Тремник) је насеље у Северној Македонији, у средишњем делу државе. Тремник је насеље у оквиру општине Неготино.

## Географија
Тимјаник је смештен у средишњем делу Северне Македоније. Од најближег већег града, Кавадараца, насеље је удаљено 25 km источно.
Насеље Тремник се налази у историјској области Тиквеш. Село је смештено у долини реке Вардар, у јужном делу Тиквешке котлине. Насеље је положено на приближно 160 метара надморске висине, у бреговитом подручју.
Месна клима је измењена континентална са значајним утицајем Егејског мора (жарка лета).

## Становништво
Тремник је према последњем попису из 2021. године имао 766 становника. Почетком 20. века претежно становништво били су Турци, који су после Првог светског рата иселили у матицу, а на њихово место дошли су преци данашњих становника.
Претежна вероисповест месног становништва је православље.
| Национални састав према попису из 2021.‍ | Национални састав према попису из 2021.‍ | Национални састав према попису из 2021.‍ | Национални састав према попису из 2021.‍ | Национални састав према попису из 2021.‍ |
| --------------------------------------- | --------------------------------------- | --------------------------------------- | --------------------------------------- | --------------------------------------- |
|                                         |                                         |                                         |                                         |                                         |
| Македонци                               | Македонци                               |                                         | 578                                     | 75,5%                                   |
| Турци                                   | Турци                                   |                                         | 84                                      | 10,9%                                   |
| Срби                                    | Срби                                    |                                         | 43                                      | 5,6%                                    |